# Boccaccio 2020
Boccaccio 2020 ist ein Film von Francisco Saia, der in sechs Folgen unterteilt ist. Der Film befasst sich mit der Situation der COVID-19-Pandemie in Italien, inspiriert von Boccaccios Decameron.

## Handlung
2020. Die Welt ist von der COVID-19-Pandemie schwer verwüstet. In Italien ist die Situation schlimmer als in anderen Staaten. Die Regierung hat ein Dekret erlassen, das der Bevölkerung verbietet, ihre Häuser zu verlassen. In einer Situation, die der von Boccaccio im Decameron beschriebenen sehr ähnlich ist, beschließen junge Menschen in Florenz, diese Gesetze zu überschreiten, versammeln sich jeden Abend in einem Stadthaus und erzählen abwechselnd groteske Geschichten. Es gibt sechs Geschichten.

## Rezeption
Auf der Website Aggregator of Reviews Cinemaitaliano.info wird der Film als seltsames Filmprodukt definiert, das jedoch sehr originelle Ideen enthält und sich mit wichtigen Themen wie Mobbing, Rassismus und sozialer Ausgrenzung in einem aktuellen Kontext der Pandemie Covid-19 befasst.